# SN 2007ie
SN 2007ie – supernowa typu Iax odkryta 5 września 2007 roku w galaktyce A221736+0036. W momencie odkrycia miała maksymalną jasność 20,10m.